# Alpaida yungas
Alpaida yungas là một loài nhện trong họ Araneidae.
Loài này thuộc chi Alpaida. Alpaida yungas được Herbert Walter Levi miêu tả năm 1988.